# Al Filreis
Alan Filreis, dit Al Filreis, né en 1956, professeur de littérature anglaise de nationalité américaine, est connu pour diriger le département de littérature anglaise de l'université de Pennsylvanie, ainsi que la revue Jacket2, les archives sonores et audiovisuelles du site PennSound et la Kelly Writers House, trois entités dépendant de l'université de Pennsylvanie et comme essayiste américain. Il a créé un site, ouvert à tous, de cours littéraires en ligne (MOOC) ModPro.

## Biographie
Après ses études secondaires Al Filreis entre à l'université Colgate en 1974, où il obtient son Bachelor of Arts en 1978. Il poursuit ses études à l'université de Virginie où il soutiendra avec succès son doctorat (Ph.D) en 1985.
Il est marié à Susan Albertine, professeur de littérature anglaise. Ils ont eu deux enfants Benjamin et Hannah.
Il s'est fait connaître pour ses aptitude de didacticien et de vulgarisateur de la poésie, en utilisant les nouvelles technologies de communication. Le site PennSound est un lieu d'archives pour les documents audio-phoniques et audiovisuels sur les poètes et la poésie nord américaine.
Al Filreis est régulièrement publié dans des revues et magazines tels que : Poetics Studies Papers, Poetic Today, Modernism/modernity (en), American Literature, The New England Quarterly (en), American Quarterly, etc.

## Œuvres

### Essais
- Counter-revolution of the Word: The Conservative Attack on Modern Poetry, 1945-1960, éd. University of North Carolina Press, 2008[8],
- Modernism from Right to Left: Wallace Stevens, the Thirties, & Literary Radicalism, éd. Cambridge University Press, 1994[9],
- Wallace Stevens and the Actual World, éd. Princeton University Press, 1991,

### Éditeur
- Ira Wolfert (en), Tucker's People, éd. University of Illinois, 1997, (réédition de la première de 1943),
- Secretaries of the Moon: The Letters of Wallace Stevens and José Rodriguez Feo, éd. Duke University Press Books, 1986,

## Prix et distinctions
- 1996 :  Ira Abrams Award for Distinguished Teaching,
- 1992 : Lindback Award for Distinguished Teaching.